# Луций Семпроний Атратин (консул-суффект 34 года до н. э.)
Лу́ций Семпро́ний Атрати́н (лат. Lucius Sempronius Atratinus; 73 год до н. э. — 7 год н. э.) — римский военачальник и политический деятель из плебейского рода Семпрониев, консул-суффект 34 года до н. э. Был сторонником Марка Антония, позже перешёл на сторону Октавиана.

## Происхождение
Луций Семпроний принадлежал по рождению к плебейскому роду Кальпурниев Бестий, который вёл своё начало от Кальпа, сына Нумы Помпилия. Он был сыном эдила 59 года до н. э. Луция Кальпурния Бестии, но по усыновлению перешёл в семью некоего Луция Семпрония, сына Луция, который сделал частью своего имени когномен давно к тому времени умерших Семпрониев-патрициев — «Атратин» (Atratinus). Сводной сестрой Луция-младшего, предположительно, была жена Луция Геллия Публиколы, консула 36 года до н. э.

## Биография
Луций Семпроний родился в 73 году до н. э. Общественную деятельность он начал сразу после достижения совершеннолетия, в 56 году до н. э. В это время Марк Целий Руф привлёк к суду родного отца Атратина по обвинению в домогательстве, а проиграв процесс, начал новый; в ответ Луций Семпроний предъявил обвинение самому Руфу. Подсудимому инкриминировались организация мятежа в Неаполе, попытка отравить аристократку Клодию и главу египетского посольства, избиение послов. Атратина поддержал Публий Клодий Пульхр, а защитниками Марка Целия стали Марк Лициний Красс и Марк Туллий Цицерон. Известно, что Луций Семпроний назвал обвиняемого в своей речи «красавчиком Ясоном»; Цицерон же, выступая в суде, очень корректно отзывался об обвинителе — своём «близком приятеле». По словам Квинтилиана, оратор «был так снисходителен, будто не уличал врага, а советами обращал сына к долгу». В итоге присяжные вынесли оправдательный приговор.
В течение ряда лет после этого процесса Луций Семпроний не упоминается в источниках. Известно, что после битвы при Филиппах он находился в окружении Марка Антония. В 40 году до н. э. Атратин стал членом жреческой коллегии авгуров, заняв там место дяди Антония — Луция Юлия Цезаря; тогда же он выступил в сенате с речью в поддержку Ирода, претендовавшего на царскую власть в Иудее. В 39 году до н. э. Антоний направил Луция в Грецию с полномочиями пропретора. В городе Гипата в Фессалии Атратина почтили статуей, в Спарте — монетами с его именем.
В 36 году до н. э. Луций Семпроний командовал эскадрой, которую Антоний направил на помощь Октавиану против Секста Помпея. В 34 году до н. э. он получил должность консула-суффекта, которую занимал вместе с Луцием Скрибонием Либоном. Позже, когда отношения между Антонием и Октавианом окончательно испортились, Атратин перешёл на сторону последнего. В 23 году до н. э. Октавиан (принявший к тому времени имя Август) назначил его проконсулом Африки, а в 21 году Атратин был удостоен триумфа за деятельность в этой провинции.
Луций Семпроний умер в 7 году н. э. в возрасте 80 лет. По одной из версий, он покончил с собой, почувствовав отвращение к жизни.